# Лоїс Мітчелл
Лоїс Елізабет Мітчелл (англ. Lois Elizabeth Mitchell, до шлюбу Боулдінг; нар. 22 червня 1939) — канадська політична діячка, підприємиця, філантропка. З 2015 до 2020 рік — лейтенант-губернаторка Альберти, генерал-губернаторка Канади з 12 червня 2015 року. Колишня вчителька та засновниця консалтингової фірми, Мітчелл також є давньою організаторкою заходів й активною волонтеркою у громаді Калгарі. Одна з найвидатніших людей Калгарі. 

## Життєпис
Її дід, Том Маккі, служив начальником поліції Калгарі з 1909 до 1912 рік..
Лоїс Боулдінг народилася 22 червня 1939 року та виросла у Ванкувері. Вона має шотландське походження. Навчалася в Університет Британської Колумбії на факультеті фізичного виховання, який закінчила приблизно у 1961 році. 
У 1961 одружилася з Дугласом Мітчеллом, з яким познайомилася у школі в Британській Колумбії. Він був юристом, у молодості займався канадським футболом, а пізніше був комісаром Канадської футбольної ліги. У них було дві дочки та двоє синів. Чоловік помер у 2022 році.

## Кар'єра
Після університету два роки працювала вчителькою у Британській Колумбії, після чого переїхала до Калгарі. 

Засновниця і старша партнерка Rainmaker Global Business Development, маркетингової та консалтингової фірми, розташованої в Калгарі, а також очолює Amherst Consultants.
Членкиня ради директорів UBS Bank Канада, Mitacs і Canada World Youth, керівниця Канадської жіночої хокейної асоціації, співзасновниця Глобального бізнес-форуму й одна з дванадцяти засновників Crime Stoppers у Калгарі. Була членкинею правління Торгово-промислової палати Калгарі (також колишній голова), Міжнародного інституту олімпійської, паралімпійської та спортивної педагогіки, Спеціального олімпійського фонду, Калгарійського філармонічного оркестру та Федерації хокею Канади. Мітчелл також є головою Центру досліджень Латинської Америки в Університеті Калгарі, у 1997 році посол Колумбії в Канаді призначив її почесною консулкою Колумбії в Альберті. Вона з чоловіком Дугом жертвувала й організовувала багато хокейних і спортивних заходів.
У 2012 році заснувала з чоловіком премію для видатних художників Калгарі. У 2007 році заснувала фонд Гейлі Вікенгайзер для підтримки жіночої хокейної команди UBC.

### Лейтенант-губернаторка
20 травня 2015 року Мітчелл отримала призначення від генерал-губернатора Канади Девіда Джонстона за порадою прем'єр-міністра Стівена Гарпера на посаду лейтенант-губернаторки Альберти, замінивши Дональда Етелла. 12 червня вона склала присягу. Як представниця короля Чарльза III в Альберті носила титул «Її честь» під час перебування на посаді та має титул «почесна» на все життя.

## Відзнаки та нагороди
У 2012 році Мітчелл нагороджена орденом Канади, також отримала Діамантову ювілейну медаль королеви Єлизавети II. У 1998 році отримала нагороду YMCA Women of Distinction, у 2008 році місто Калгарі назвало її громадянкою року